# Törpecinege
A törpecinege (Psaltria exilis) a verébalakúak (Passeriformes) rendjébe, ezen belül az őszapófélék (Aegithalidae) családjába és a Psaltria nembe tartozó egyedüli faj. 8-9 centiméter hosszú. Jáva hegyvidéki erdőiben él. Rovarokkal, pókokkal táplálkozik. Márciustól májusig és augusztustól novemberig költ.